# 相島 (我孫子市)
相島（あいじま）は、千葉県我孫子市の大字。2017年4月1日現在の人口は0人。郵便番号270-1100。

## 地理
北は布佐下新田、北東は三河屋新田、東は新々田、南東は布佐、南は印西市発作、南西は相島新田、西は浅間前、北西は相島新田に隣接している。

## 小・中学校の学区
市立小・中学校に通う場合、学区は以下の通りとなる。
| 番地 | 小学校                 | 中学校               |
| ---- | ---------------------- | -------------------- |
| 全域 | 我孫子市立布佐南小学校 | 我孫子市立布佐中学校 |

## 施設
- 相島機場

## 交通

### 道路
- 国道
  - 国道356号